# Kanel
Kanel ist eine Stadt im Nordosten des Senegal. Sie ist Präfektur des Départements Kanel in der Region Matam.

## Geographische Lage
Kanel liegt 470 Kilometer östlich von Dakar und 20 Kilometer südlich der Regionalpräfektur Matam in der regenarmen Sahelzone am linken westlichen Rand einer von zahlreichen Nebenarmen und Stillgewässern durchzogenen Schwemmebene, durch die der Grenzfluss Senegal nach Nordwesten mäandriert. Mauretanien am anderen Ufer des Hauptstroms ist an einer Stelle nur knapp acht Kilometer entfernt.

## Geschichte
Das Dorf Kanel, in dem noch 1964 exemplarisch die verschiedenen Aspekte der Landflucht beschrieben worden waren, erhielt 1996 den Status einer Commune (Stadt). Das Stadtgebiet erstreckte sich zunächst von der Großen Moschee aus gemessen eineinhalb Kilometer in alle vier Himmelsrichtungen. Daraus ergab sich rechnerisch eine Stadtfläche von 9 km². Im Jahr 2008 wurde das Stadtgebiet auf rechnerisch 59,5 km² ausgeweitet, um der starken wirtschaftlichen Entwicklung und der Bevölkerungszunahme Rechnung zu tragen.

## Bevölkerung
Die letzten Volkszählungen ergaben für die Stadt jeweils folgende Einwohnerzahlen:
| Jahr | Einwohner |
| ---- | --------- |
| 1988 | 4.667     |
| 2002 | 8.997     |
| 2013 | 12.975    |

## Verkehr
Kanel liegt an der Nationalstraße N 2, die in einigem Abstand dem linken Ufer des Senegal-Flusses von Saint-Louis an aufwärts folgt und über Ross Béthio, Richard Toll, Dagana, Ndioum, Thilogne und Ourossogui die Stadt Kanel erreicht und von hier aus über Sinthiou Bamambé-Banadji und Hamady Ounaré schließlich nach Kidira führt, der Stadt am Falémé mit dem wichtigsten Grenzübergang des Landes nach Mali.
Am südwestlichen Stadtrand von Ourossogui gelegen und über die N2 und die N 3 erreichbar, bietet der 21 Kilometer von Kanel entfernte Flugplatz Matam einen Anschluss an das nationale Luftverkehrsnetz.